# 学校法人北里研究所
学校法人北里研究所（がっこうほうじんきたさとけんきゅうしょ、英称：The Kitasato Institute）は、厚生労働省健康局所管の公益法人であった社団法人北里研究所と学校法人北里学園が統合して設立された学校法人。北里研究所は、1892年（明治25年）に設立された、私立伝染病研究所（現・東京大学医科学研究所）を起源とし、1914年（大正3年）に、北里柴三郎により設立された。1918年（大正7年10月）に社団法人北里研究所となる。2008年（平成20年）4月1日に北里大学を設置する学校法人北里学園と統合し、学校法人北里研究所となった。
学校法人順天学園と、合併に向けた協議を開始することで2023年に合意した。

## 歴史

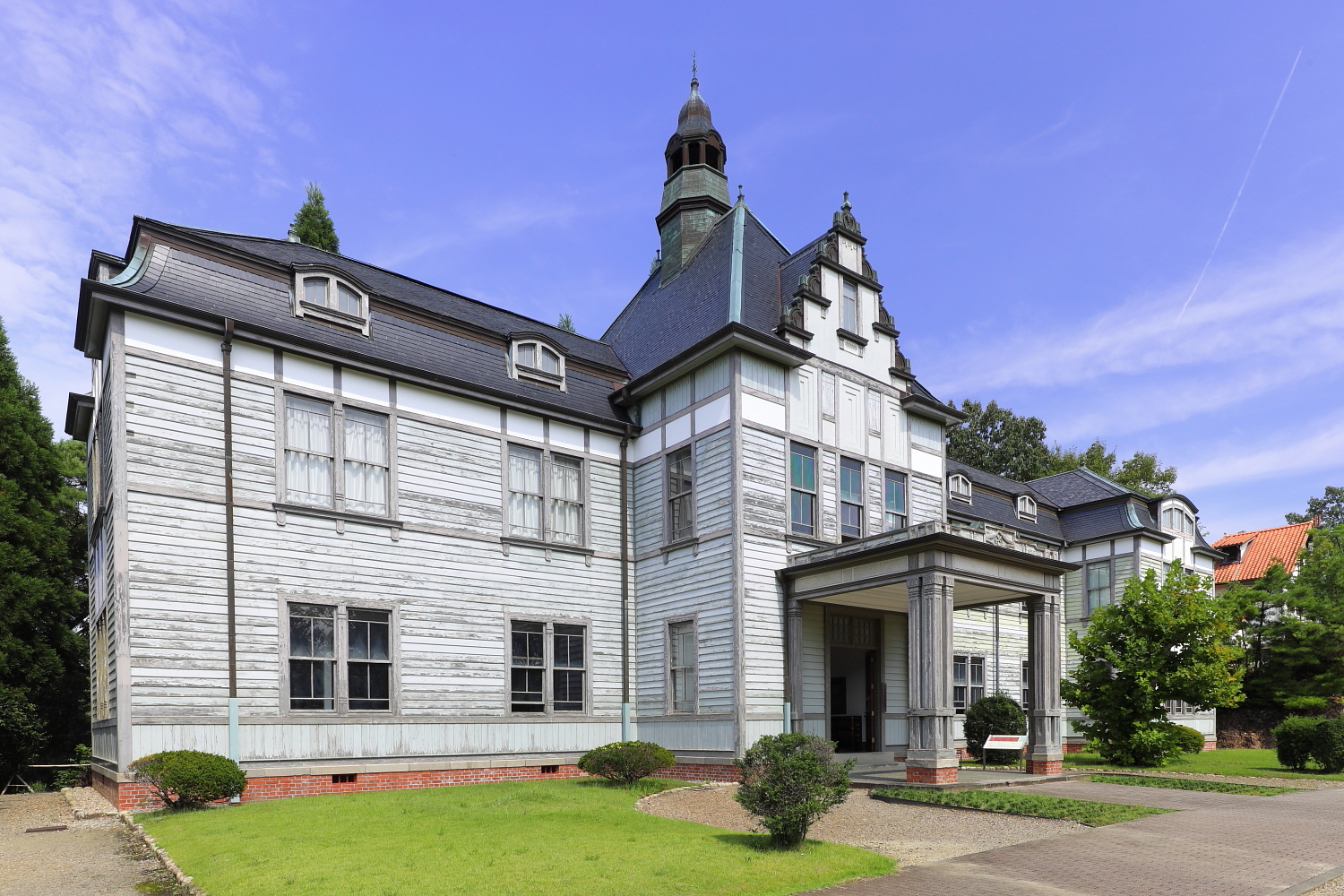
北里研究所本館（博物館明治村）

- 1892年：福澤諭吉・森村市左衛門等の援助を受け、北里柴三郎が私立伝染病研究所（現・東京大学医科学研究所）を設立する。初代所長として、細菌学の研究と指導に当たる。
- 1893年：北里が結核治療のための土筆ヶ岡養生園（現・北里研究所病院）を設立。
- 1914年：私立伝染病研究所が内務省から文部省に移管され東京帝国大学に合併される時、初代所長北里は移管に反対して所長を辞任。この際、志賀潔をはじめとする研究所の職員全員が一斉に辞表を提出した（伝研騒動）。北里は、11月5日に私費を投じて北里研究所を設立した。
- 1918年：北里研究所が社団法人として認可される。
- 1939年：創立25周年記念式典。
- 1941年：学術研究機関として文部省および厚生省所管許可。
- 1952年 ：北里柴三郎生誕100年祭。
- 1957年：北里衛生科学専門学院を開設（1996年閉学→北里大学へ継続）。
- 1961年：製剤施設を整備。千葉県柏市に家畜衛生研究所を開設。
- 1962年：創立50周年記念事業として、学校法人北里学園を創立し、北里大学を設置。
- 1972年：付属の東洋医学総合研究所を開設。
- 1980年：北里研究所本館（木造二階建）を博物館明治村（愛知県犬山市）に移築・復原。
- 1983年：肝臓病研究センターを開設。
- 1986年：東洋医学総合研究所が日本初のWHO伝統医学協力センター指定。
- 1987年：バイオイアトリックセンターを開設。北里柴三郎生家修復ならびに北里柴三郎記念館開館式（熊本県小国町）。肝臓病研究センター、WHOウイルス性肝炎研究協力センター指定。
- 1989年：創立75周年記念事業として北里研究所メディカルセンター （KMC）事業を埼玉県北本市の旧農林水産省農事試験場畑作部跡地を購入して推進し、KMC病院（現：北里大学メディカルセンター）開設。
- 1991年：生物機能研究所を開設。
- 1998年：熱帯病研究センター開設。
- 1999年：王森然記念館を開館。バイオイアトリックセンターを臨床薬理研究所と改名。北里研究所病院新棟開院。
- 2001年：基礎研究所の一部および生物機能研究所、北里大学北里生命科学研究所として、北里大学へ移籍。白金構内にアネックス棟が完成し、東洋医学総合研究所ならびに臨床薬理研究所が移転。
- 2002年：家畜衛生研究所を改組し、生物製剤研究所と統合。
- 2008年：社団法人北里研究所と学校法人北里学園が統合し、学校法人北里研究所となる。
- 2011年：生物製剤研究所が行うワクチンの製造・研究開発機能を担う北里第一三共ワクチン株式会社を第一三共との合弁により設立。
- 2012年：北里大学創立50周年。
- 2014年：北里研究所創立100周年。

## 実績
- 1889年：北里柴三郎が破傷風菌の純粋培養法に成功。
- 1894年：北里柴三郎がペスト菌発見。
- 1897年：志賀潔が赤痢菌発見。
- 1910年：秦佐八郎が606号物質に梅毒特効薬としての効果を発見し、「サルバルサン」と命名。
- 1931年：北里柴三郎が死去し、従二位勲一等旭日大綬章を遺贈される。
- 1947年：北里賞制定（1987年に北里柴三郎記念賞）。
- 1953年：秦藤樹らが抗生物質ロイコマイシン発見。
- 1956年：秦藤樹らが抗生物質マイトマイシン発見。
- 1972年：牧野慧らが麻疹ウイルスAlK-C株樹立。
- 1979年：大村智らが抗生物質エバーメクチン発見（イベルメクチンの誘導体）。
- 1982年：大塚敬節記念東洋医学賞制定（1989年から日本東洋医学会に移管）。
- 1990年：日本化学療法学会に志賀潔・秦佐八郎記念賞制定。
- 1992年：日本感染症学会に北里柴三郎記念学術賞制定。
- 1993年：日本細菌学会に小林六造記念賞制定。
- 2001年：大村智が日本学士院会員に選出。
- 2015年：大村智がノーベル生理学・医学賞受賞。

## 役職員・学生
- 役員 29人
- 評議員 86人
- 職員 5,771人
- 学生 9,189人

## 設置校
- 北里大学
- 北里大学保健衛生専門学院
- 北里大学看護専門学校

## 附属施設
- 北里大学病院
- 北里大学東病院
- 北里研究所病院
- 北里大学メディカルセンター
- 北里大学東洋医学総合研究所
- 北里大学北里生命科学研究所
- 北里大学感染制御研究機構

## 税制上の優遇措置

### 特定公益増進法人
- 本法人は、「私立学校法第3条に規定する学校法人で学校の設置若しくは学校及び専修学校若しくは各種学校の設置を主たる目的とするもの又は私立学校法第64条第4項の規定により設立された法人で専修学校若しくは各種学校の設置を主たる目的とするもの」として特定公益増進法人の交付を受けている法人である。そのため、寄附金の額に応じて個人・法人の所得から控除（個人は確定申告、法人は当該事業年度の損金算入による手続き）される税法上の優遇措置を受けられる。[2]

### 受配者指定寄附金
- 企業等の法人が日本私立学校振興・共済事業団を通じて指定する学校法人へ行う寄附制度。本制度を利用することで、寄附金を支出した事業年度に当該寄付金額を損金に算入することがでる税法上の優遇措置[3]を受けられる。

### 寄附講座寄附金
- 企業等の法人が寄附講座寄附金（提携/連携講座寄附金など）を開設した場合、法人税法により、寄付金を支出した事業年度に当該寄附金額を損金に算入し、税法上の優遇措置を受けられる。
- 個人が寄附講座寄附金（提携/連携講座寄附金など）を開設した場合、所得税法、住民税（地方税法）により、総所得金額から寄附金の額を控除することができ、税法上の優遇措置を受けられる。

### 現物寄附
- 租税特別措置法により、土地、建物、株などの有価証券等の現物寄附の「みなし譲渡所得（値上がり益等）」は非課税として控除される。[4][5]

### 遺贈
- 租税特別措置法により、遺贈を行った場合、相続税が非課税として控除される。[4][5]